# Manco Cápac

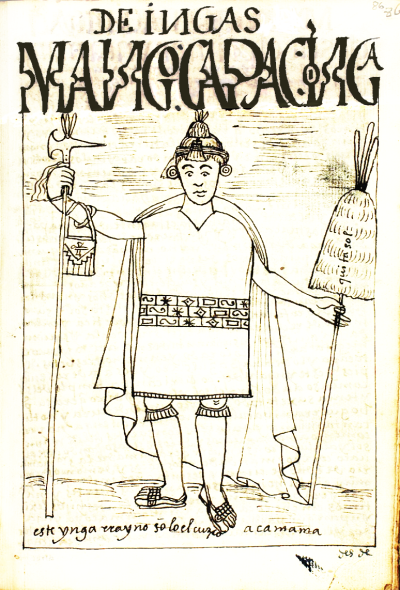
Manqu Qhapaq, erster König der Inkas in Qusqu, um 1200. Zeichnung von Waman Puma de Ayala, Anfang 17. Jh.

Manco Cápac, in peruanischer Quechua-Schreibung Manku Qhapaq oder Manqu Qhapaq, war der erste, mythische Herrscher (Sinchi) der Inkas.

## Herkunft und Reichsgründungsmythos
Nach den mythologischen Vorstellungen der Inkas soll Manco Cápac der Sohn des Sonnengottes Inti gewesen sein, der ihn aus dem Schaum des Titicacasees erschuf. Der Sonnengott Inti war unzufrieden über die Menschen und schuf auch seine Schwester Mama Ocllo. Er gab ihnen ein goldenes Zepter (Tupayawri) und befahl ihnen, die Welt zu zivilisieren, ein Königreich zu finden und den Sonnenkult einzuführen. Manco Capac und Mama Ocllo schlugen den Weg nach Norden ein. Dabei diente ihnen das Zepter des Sonnengottes zum Auffinden des idealen Ortes, um ihr Imperium zu gründen. Dort, wo das Zepter an einem fruchtbaren Ort in den Boden sinken werde, dort sollten sie eine Stadt gründen. Schließlich trennten sich die Geschwister. Manco Capac ging nach Norden und Mama Ocllo nach Süden. Sie riefen die Einwohner in der Talregion zwischen Pisaq und Ollantaytambo, dem Tal von Cusco, zusammen und wurden sofort als übermenschliche Wesen anerkannt. Nach einer langen Wanderung, auf dem Berg Huanacauri ankommend, versank das Zepter, unweit von dem Ort, der später die Hauptstadt Cusco sein sollte, im Boden. Dort ließen sich Manco Capac und Mama Ocllo nieder. Manco Capac befahl seinem Gefolge, sich im Hochtal niederzulassen, das fortan Hanan-Cusco hieß. Mama Ocllo dagegen befahl ihrem Gefolge, sich im Tal niederzulassen, welches von nun an Hurin-Cusco genannt wurde. Manco Capac brachte den Männern bei, das Land zu bearbeiten und Bewässerungskanäle zu bauen. Mama Ocllo lehrte die Frauen zu nähen, zu kochen und Stoffe zu weben. Diese Stadtgründung wurde später als Beginn des Inkareiches angesehen.
Dieser Mythos wurde unter anderem in den Kommentaren zum Reich der Inka des peruanisch-spanischen Chronisten Inca Garcilaso de la Vega (1539–1616) aufgezeichnet. Er ist einer von mehreren Schöpfungsmythen der Inka und zugleich der jüngste, der im 15. Jahrhundert besonderen Einfluss gewonnen hatte. Teile dieses Mythos – wie eben die Gründung der Stadt Qusqu mit dem goldenen Stab – werden noch heutzutage in Südperu als Teil des Inkarrí-Mythos erzählt.
Manco Cápac war angeblich auch der Vater des ihm folgenden zweiten Inkaherrschers Sinchi Roca.